# Nombre de sujets nécessaires
En statistique, la détermination du nombre de sujets nécessaires est l'acte de choisir le nombre d'observations ou de répétitions à inclure dans un échantillon statistique. Ce choix est très important pour pouvoir faire de l'inférence sur une population,. 
En pratique, la taille de l'échantillon utilisé dans une étude est déterminée en fonction du coût de la collecte des données et de la nécessité d'avoir une puissance statistique suffisante. Dans des études complexes, il peut y avoir plusieurs tailles d'échantillon différentes impliquées dans l'étude, par exemple avec un échantillonnage stratifié.